# Juglans microcarpa
Die Kleinfruchtige Walnuss, Texanische Walnuss oder Felsennuss (Juglans microcarpa) ist eine nordamerikanische Pflanzenart der Gattung Walnüsse (Juglans).

## Merkmale
Juglans microcarpa ist ein Strauch oder kleiner Baum von bis zu 10 m Höhe. Die Borke ist mittelgrau und eher stark gefurcht. Die Zweige sind mit der distalen Kante der Blattnarbe, in der sie stehen, eingekerbt. Sie sind kahl oder von einer schlecht definierten samten behaarten Zone begrenzt. Das Mark ist hell bis dunkelbraun. Die endständigen Knospen sind kugelig bis kurz eiförmig, nicht abgeflacht und 3 bis 5 mm lang.
Die Blätter sind unpaarig gefiedert und 12 bis 29 cm lang, der Blattstiel 1 bis 3 cm. Die 17 bis 25 Fiederblättchen sind lanzeolat oder schmal lanzeolat und schwach bis stark sichelförmig. Sie sind 5,2 bis 6,3 cm lang und 0,8 bis 1,1 cm breit, der Blattrand ist ganz oder gezähnt, das Blattende ist lang zugespitzt. Die Unterseite trägt kopfig-drüsige Haare, häufig auch zerstreut Schuppen. Die Achseln der Nerven nahe dem Blattgrund sind meist, aber nicht immer, mit einem deutlichen Haarbüschel versehen. Die Oberseite ist mit kopfig-drüsigen Haaren besetzt. Das endständige Blättchen ist meist klein.
Die männlichen Kätzchen sind 3 bis 7 cm lang und tragen pro Blüte 20 bis 25, selten 35 Staubblätter. Die Pollensäcke sind 0,8 bis 1 mm lang. Blütezeit ist Frühling (März bis April, selten bis Juni).
Die ein bis drei Früchte pro Fruchtstand sind kugelig, 1,4 bis 2,3 cm groß, glatt und mit kopfig-drüsigen Haaren besetzt. Die Nüsse sind kugelig bis zusammengedrückt, 1,1 bis 1,7 cm groß, gefurcht und zwischen den Furchen glatt.

## Verbreitung
Juglans microcarpa ist in den US-Bundesstaaten Kansas, New Mexico, Oklahoma und Texas sowie in den mexikanischen Bundesstaaten Chihuahua, Coahuila und Nuevo León beheimatet. Sie wächst an Bächen und Flüssen von 200 bis 2000 m Seehöhe.

## Systematik
Juglans microcarpa wird innerhalb der Gattung Juglans in die Sektion Rhysocaryon gestellt. Sie ist eng mit Juglans nigra verwandt.
Exemplare mit großen Fiederblättchen (bis 9,6 cm lang) könnten durch Introgression von Juglans major entstanden sein. Sie werden manchmal als eigene Varietät (Juglans microcarpa var. stewartii (I. M. Johnston) W. E. Manning) betrachtet und sind nur aus Mexiko bekannt. Es sind auch Zwischenformen zwischen Juglans microcarpa und Juglans nigra bekannt.

## Belege
- Jonas Frei: Die Walnuss. Alle in Mitteleuropa kultivierten Arten. Botanik, Geschichte, Kultur. AT Verlag, Aarau und München 2019, S. 132. ISBN 978-3-03902-021-8
- Donald E. Stone: Juglandaceae. In: Flora of North America, Band 3. (online, englisch)

## Einzelbelege
1. ↑  Jonas Frei: Die Walnuss. Alle in Mitteleuropa kultivierten Arten. Botanik, Geschichte, Kultur. AT Verlag, Aarau und München 2019, S. 132.
2. ↑  Kleinfruchtige Walnuss. In: Baumkunde.de. Abgerufen am 12. Juli 2022.